# Scone (Schotland)
Scone  (uitgesproken als Skoen) is een dorp bij de stad Perth in het Schotse raadsgebied Perth and Kinross. Scone werd rond 500 de hoofdstad van Pictavia. De Moot Hill bij de abdij van Scone was de plaats waar de Pictische en later de Schotse koningen werden gekroond.

## Steen van Scone
Kenneth I van Schotland werd vermoedelijk hier tot eerste koning van Schotland gekroond, toen hij zich in 843 ook van de Pictische troon had meester gemaakt. De kroning vond plaats op de Stone of Scone, die een symbool werd van het Schotse koningschap. Later werd daar een abdij met kerk gebouwd: Scone Abbey.
In 1296 liet Eduard I van Engeland de Stone of Scone overbrengen naar de Abdij van Westminster, ten teken dat hij Schotland onderworpen had.
In 1996 werd de Stone of Scone vanuit Londen teruggebracht naar Schotland en geplaatst in Edinburgh Castle. In 1999 werd het parlement van Schotland hersteld.